# Formicarius rufifrons
Formicarius rufifrons е вид птица от семейство Formicariidae. Видът е почти застрашен от изчезване.

## Разпространение
Видът е разпространен в Боливия, Бразилия и Перу.